# Eparchie Mukatschewe

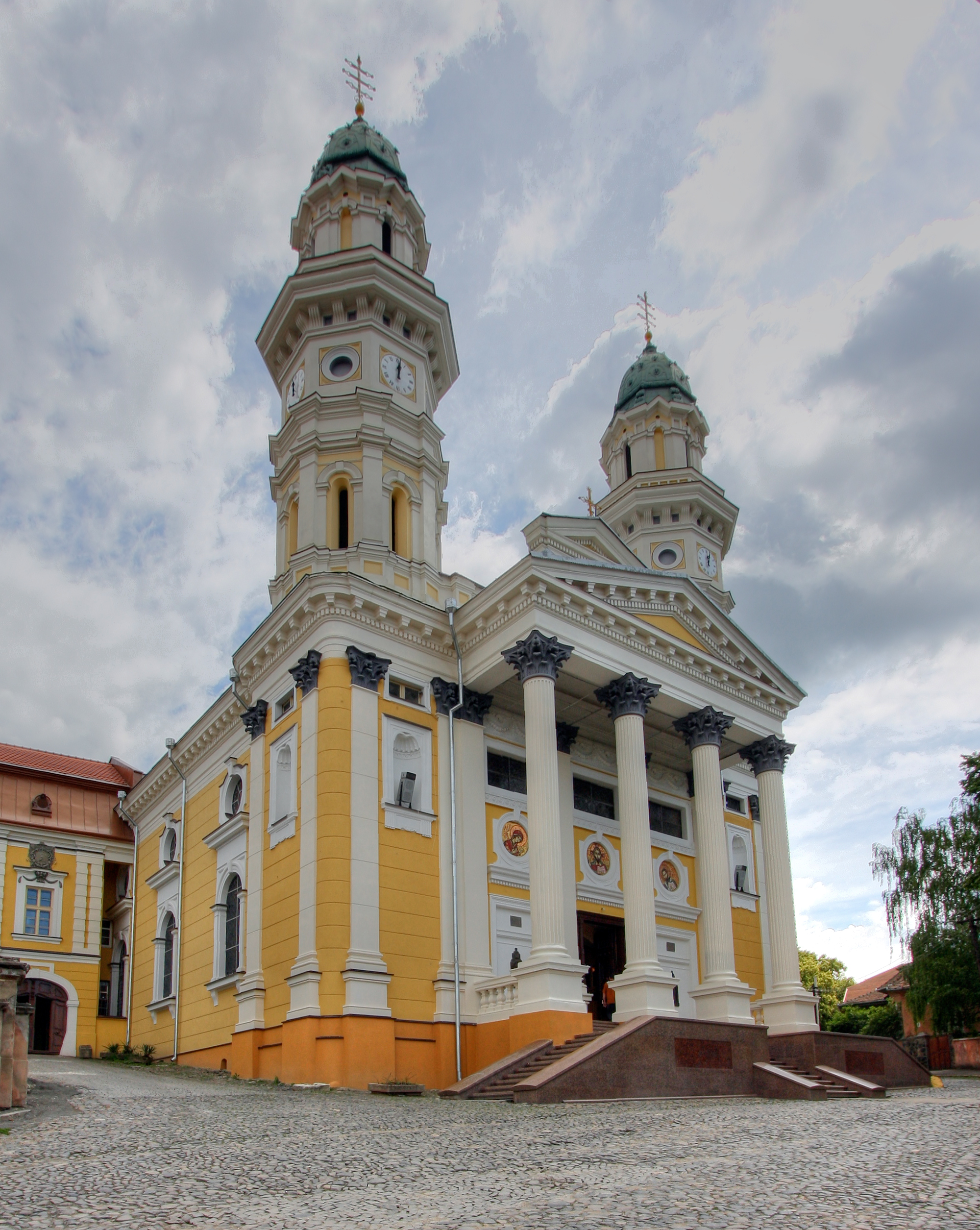
Kreuzerhöhungskathedrale in Uschhorod

Die Eparchie Mukatschewe (lateinisch Eparchia Munkacsiensis) ist eine in der Ukraine gelegene Eparchie der ruthenischen griechisch-katholischen Kirche mit Sitz in Uschhorod.
Die Eparchie Mukatschewe wurde am 19. September 1771 errichtet. Sie gab am 22. September 1818 Teile ihres Territoriums zur Errichtung der Eparchie Prešov ab.
Der Bischof der Eparchie Mukatschewe ist zugleich Oberhaupt der ruthenischen griechisch-katholischen Kirche. Das Gebiet ist im westlichen Teil der Karte blau dargestellt.

## Ordinarien

### Apostolische Vikare von Mukatschewe
- János József de Camillis OSBM, 1689–1706
- Polycarpus Philippovich OSBM, 1710–…
- György Bizánczy, 1716–1733
- Simon István Olsavszky, 1735–1737
- György Gábor Blazsovszky OSBM, 1738–1742
- Mihály Mánuel Olsavszky OSBM, 1743–1767
- János Bradács, 1768–1771

### Bischöfe von Mukatschewe
- János Bradács, 1771–1772
- András Bacsinszky, 1773–1809
- Oleksij Povčij, 1817–1831
- Vazul Popovics, 1837–1864
- István Pankovics, 1867–1874
- Iwan Pasztelyi, 1875–1891
- Gyula Firczák, 1891–1912
- Antal Papp, 1912–1924
- Péter Gebé, 1924–1931
- Olexander Stojka, 1932–1943
  - Theodor Romscha, 1944–1947 (Apostolischer Administrator)
- Sedisvakanz, 1947–1982
- Iwan Semedi, 1983–2002
  - Milan Šašik CM, 2002–2010 (Apostolischer Administrator)
- Milan Šašik CM, 2010–2020
  - Nil Jurij Luschtschak OFM, 2020–2024 (Apostolischer Administrator)
- Teodor Mazapula IVE, seit 2024